# HD 47575
HD 47575，又名BD+13 1356，SAO 95963、HR 2449，是一颗恒星，视星等为5.97，位于銀經200.05，銀緯3.35，其B1900.0坐标为赤經6h 34m 9.9s，赤緯+13° 3.35′ 22″。